# غريس ونايت
غريس ونايت (بالإنجليزية: Grace Knight)‏ هي عازفة الجاز ومغنية وكاتبة غنائية أسترالية، ولدت في 23 ديسمبر 1955 في مانشستر في المملكة المتحدة.

## وصلات خارجية
- غريس ونايت على موقع IMDb (الإنجليزية)
- غريس ونايت على موقع ميوزك برينز (الإنجليزية)
- غريس ونايت على موقع أول ميوزيك (الإنجليزية)
- غريس ونايت على موقع ديسكوغز (الإنجليزية)